# SR-142948
SR-142948は、科学研究で使用される薬品である。非ペプチド性ニューロテンシン受容体選択的アンタゴニストであるが、サブタイプ間では選択的ではない。

## 研究
主に、ドーパミン受容体活性の調節や脳内のグルタミン酸シグナル伝達におけるニューロテンシンの役割を研究するために使用される。
動物研究ではMDMAなどの覚醒剤の効果を阻害する。